# Angolas præsident
Angolas præsident (portugisisk: Presidente de Angola) er Republikken Angolas statsoverhoved og regeringsleder.
Angola blev uafhængig i 1975. Ved en forfatningsændring i 2010 blev embedet som Angolas premierminister afskaffet. Siden har den udøvende magt tilhørt Angolas præsident, der også har del i den lovgivende magt, da præsidenten kan udstede præsidentielle dekreter.

## Angolas præsidenter
Angolas præsidenter siden uafhængigheden i 1975 har været:
| Nr | Billede                              | Navn                                 | Fra                | Til                | Parti |
|    | Præsident af Folkerepublikken Angola | Præsident af Folkerepublikken Angola |                    |                    |       |
| -- | ------------------------------------ | ------------------------------------ | ------------------ | ------------------ | ----- |
| 1  |                                      | Agostinho Neto                       | 11. november 1975  | 10. september 1979 | MPLA  |
| -  |                                      | Lúcio Lara (agerende præsident)      | 11. september 1979 | 20. september 1979 | MPLA  |
| 2  |                                      | José Eduardo dos Santos              | 21. september 1979 | 27. august 1992    | MPLA  |
|    | Præsident af Republikken Angola      |                                      |                    |                    |       |
| 2  |                                      | José Eduardo dos Santos              | 27. august 1992    | 25. september 2017 | MPLA  |
| 3  |                                      | João Lourenço                        | 26. september 2017 | Nuværende          | MPLA  |